# Aristotelia salicifungiella
Aristotelia salicifungiella is een vlinder uit de familie van de tastermotten (Gelechiidae). De wetenschappelijke naam van de soort is, als Gelechia salicifungiella, voor het eerst geldig gepubliceerd in 1864 door Clemens.